# Luigi Maria Monti
Luigi Maria Monti, muchas veces castellanizado como Luis María Monti, (Bovisio Masciago, 24 de julio de 1825 - Saronno, 1 de octubre de 1900) fue un religioso católico italiano, fundador de la Congregación Hijos de la Inmaculada Concepción, más conocidos como concepcionistas, y venerado como beato en la Iglesia católica.

## Biografía
Luigi Maria Monti nació en Bovisio Masciago, en la provincia de Monza y Brianza (Italia), en el seno de una familia humilde. Empezó a trabajar a partir de los doce años de edad y vivió por muchos años como hermano laico en la Congregación de los Hijos de María Inmaculada (pavonianos), donde profesó sus votos en 1846. La mayor parte de su ministerio, en dicha congregación, la pasó como enfermero en el lazareto de Brescia. En 1857 abandonó a los pavonianos para aceptar la solicitud de fundar una nueva congregación religiosa que se hiciera cargo del hospital del Santo Espíritu en Roma. Obtuvo el diploma de flebotomiano de la Universidad de la Sapienza. Ese mismo año dio inicio a los Hijos de la Inmaculada concepción (conocidos como concepcionistas). En 1862 el papa Pío IX aprobó el instituto y confirmó en el cargo a Monti (en 1877), como director del hospital y superior general de los concepcionistas.
Monti y sus religiosos fueron expulsados del hospital el 30 de septiembre de 1889, a causa de las leyes anticlericales del tiempo. Se refugiaron en la comunidad de Saronno, donde murió el 1 de octubre de 1900.

## Culto
En 1941 se abrió el proceso diocesano para la beatificación de Luigi Maria Monti, por mandato del cardenal Ildefonso Schuster, arzobispo de Milán. El proceso fue clausurado en 1951 y el 24 de abril de 2001 fue declarado venerable por el papa Juan Pablo II. El mismo pontífice le beatificó el 9 de noviembre de 2003. El Martirologio romano recuerda su memoria el 1 de octubre, día en el que la Iglesia católica celebra su fiesta. Mientras que la familia montiana y la arquidiócesis de Milán lo recuerdan el 22 de septiembre.